# باسودبپارا
باسودبپارا (به لاتین: Basudebpara) یک روستا در بنگلادش است که در استان باریسال و در ناحیه باریسال واقع شده است.